# Expo Axis

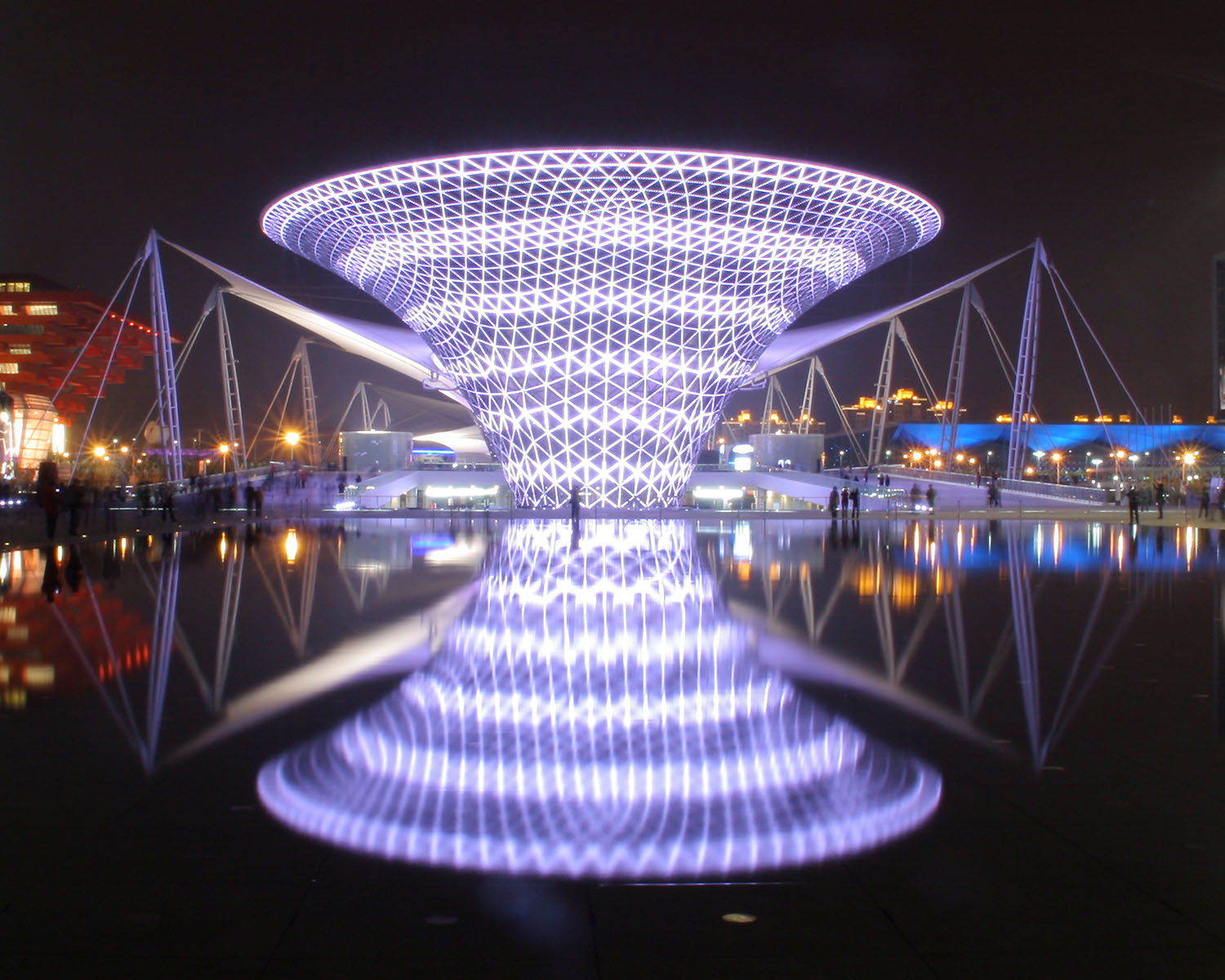
L'Expo Axis

L'Expo Axis est une construction caractérisée, entre autres, par la présence d'un toit membranaire. Il enjambe le bâtiment d'entrée et le boulevard de l'Exposition universelle de 2010 à Shanghai.
La combinaison de la structure de la membrane, qui a une surface de 65 000 m2 au total avec une portée de 100 m, et les six entonnoirs, faits d'acier et de verre, de 45 m de hauteur, formés d'un cadre double courbe de forme libre, constitue l'emblème de l'Expo de Shanghai 2010. 

## Structure
Outre le pavillon de la Chine, l'Expo Axis est le bâtiment le plus grand et le plus important sur le site[réf. nécessaire]. Il constitue la zone d'entrée centrale et fournit  350 000 m2 de superficie pour de nombreuses installations. Les visiteurs sont guidés vers les différents pavillons nationaux et thématiques sur le site qui longe la rivière Huangpu sur environ 1 km et d'une largeur de 100 m.
L'Expo Axis et son boulevard est l'un des cinq bâtiments qui restent après la fin de l'exposition universelle pour former le centre d'un nouveau quartier urbain de Shanghai.
L'Expo Axis est couvert par une toiture à membrane d'une surface totale de 65 000 m2. Le toit est porté par 19 mâts intérieurs et 31 mâts extérieurs et par six structures en forme d'entonnoir dont le cadre est constitué d'acier et de verre. Il a une hauteur de 35 m et une saillie libre de 70 m.
La structure du toit de cette architecture se situe dans le prolongement de la tradition de Stuttgart des constructions légères internationalement respectées, dont on trouve des exemples avec la tente du pavillon allemand et le dôme géodésique du pavillon américain à l'Expo 67 à Montréal.

galerie
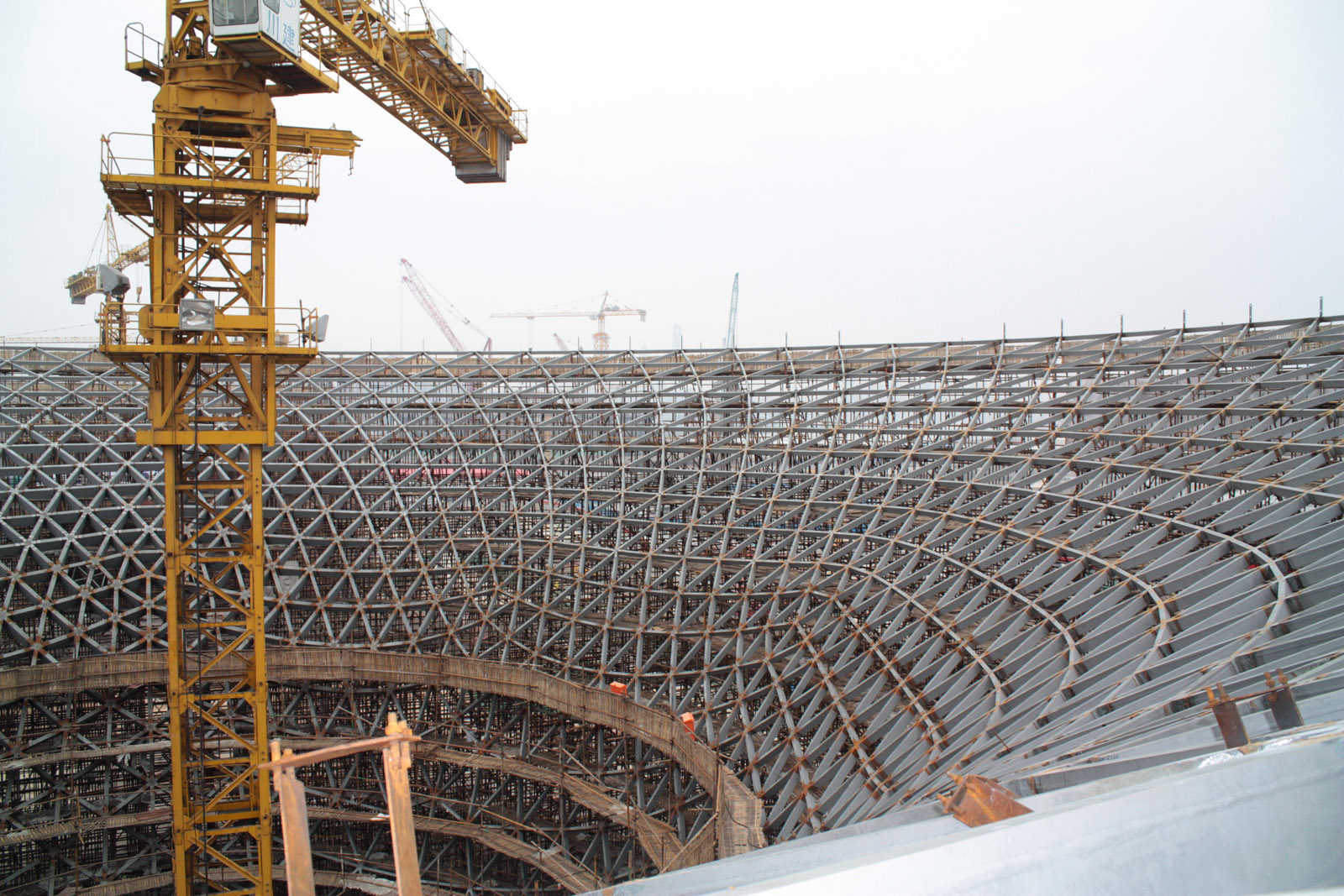
Site du bâtiment
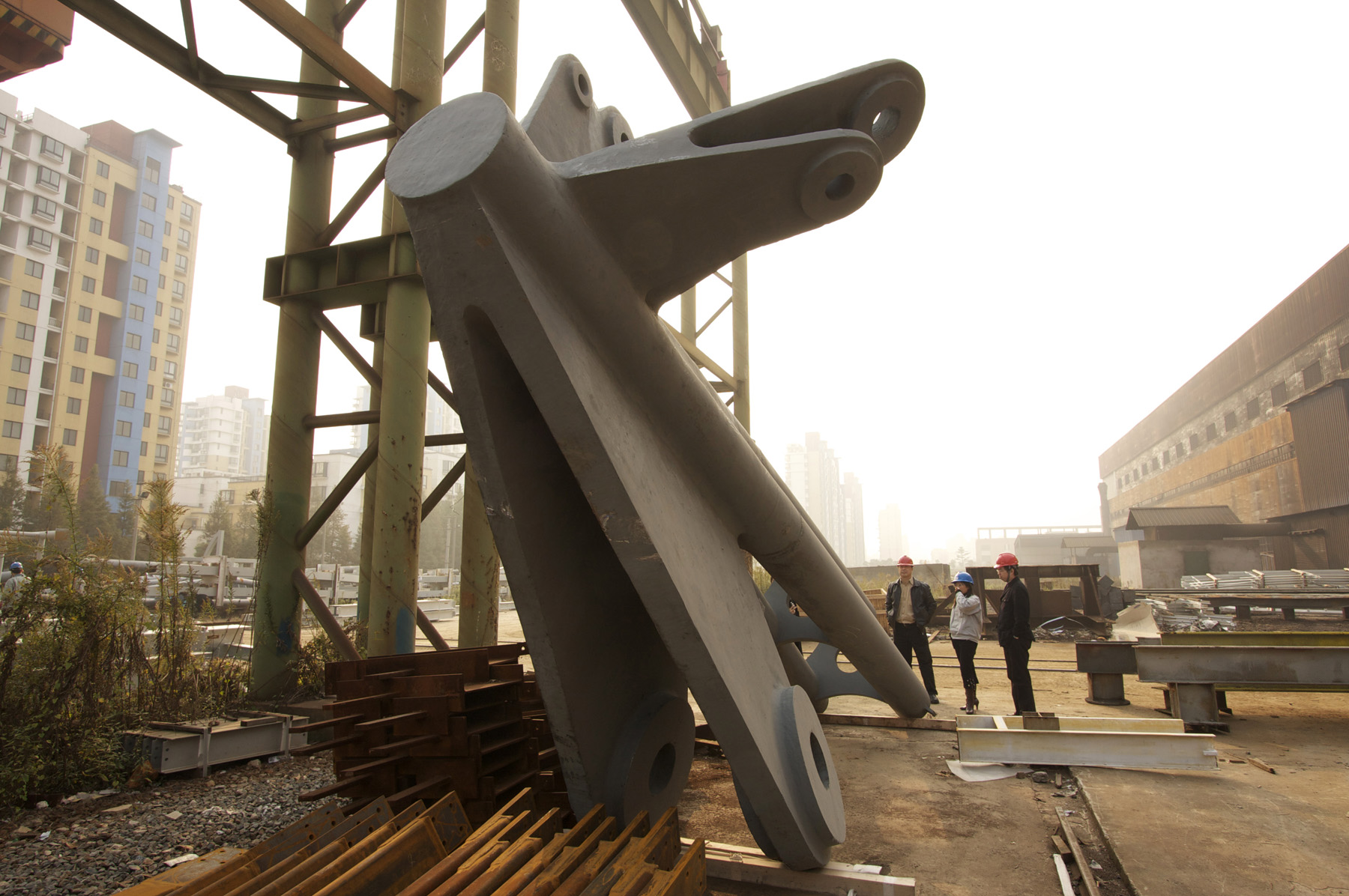
Tête d'une colonne
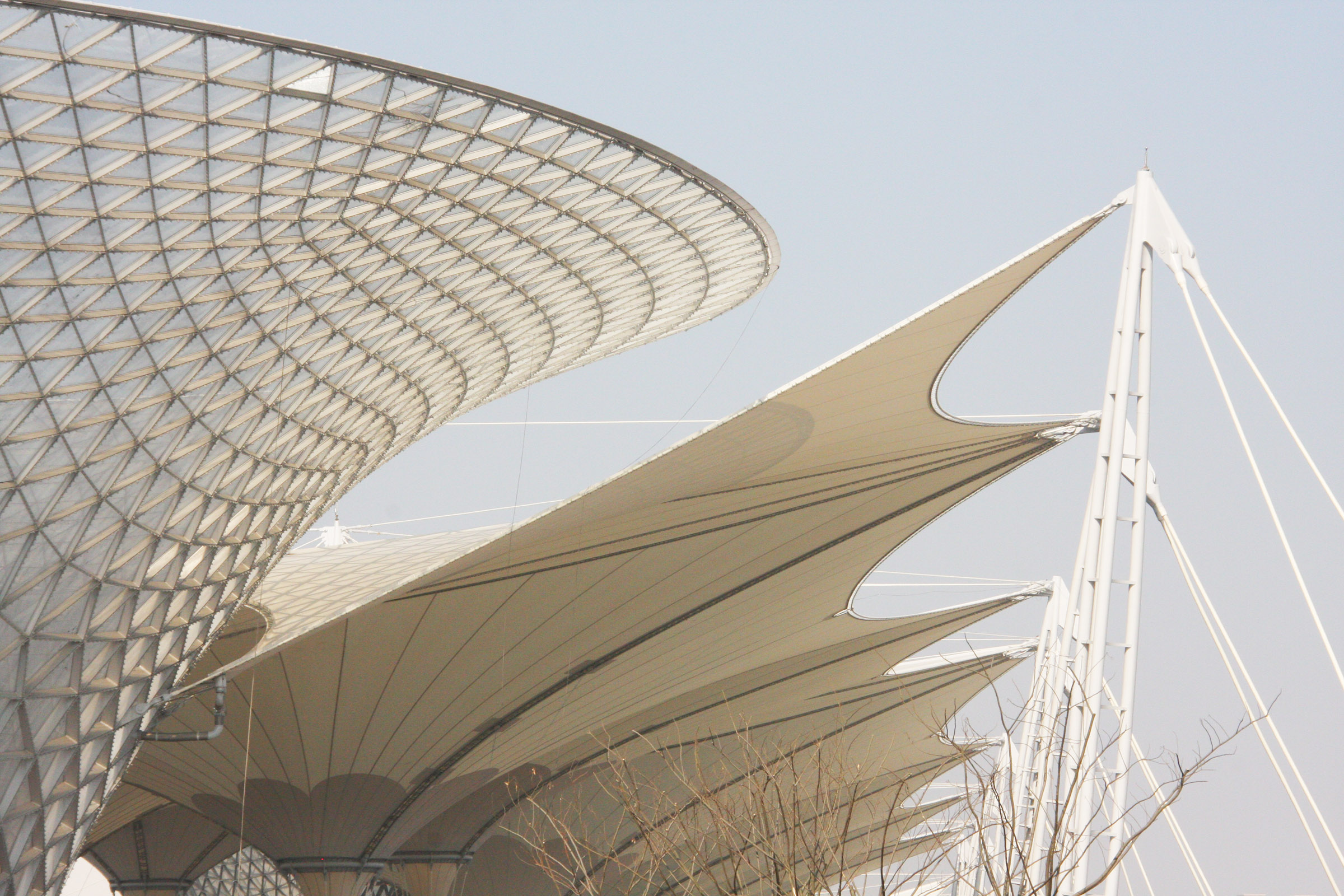
Construction complétée de l'Expo Axis en Décembre 2009
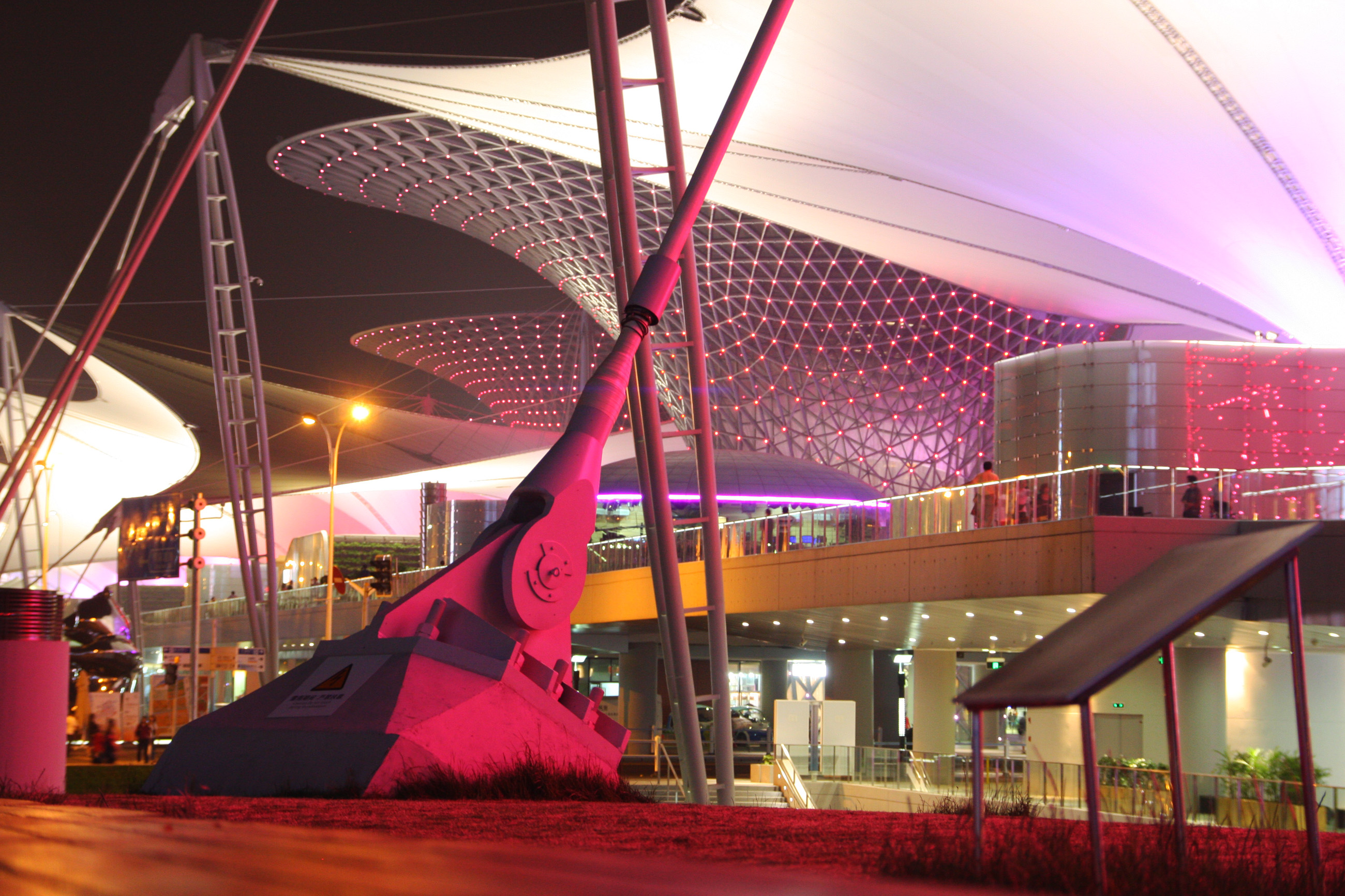
Expo Axis, Mai 2010
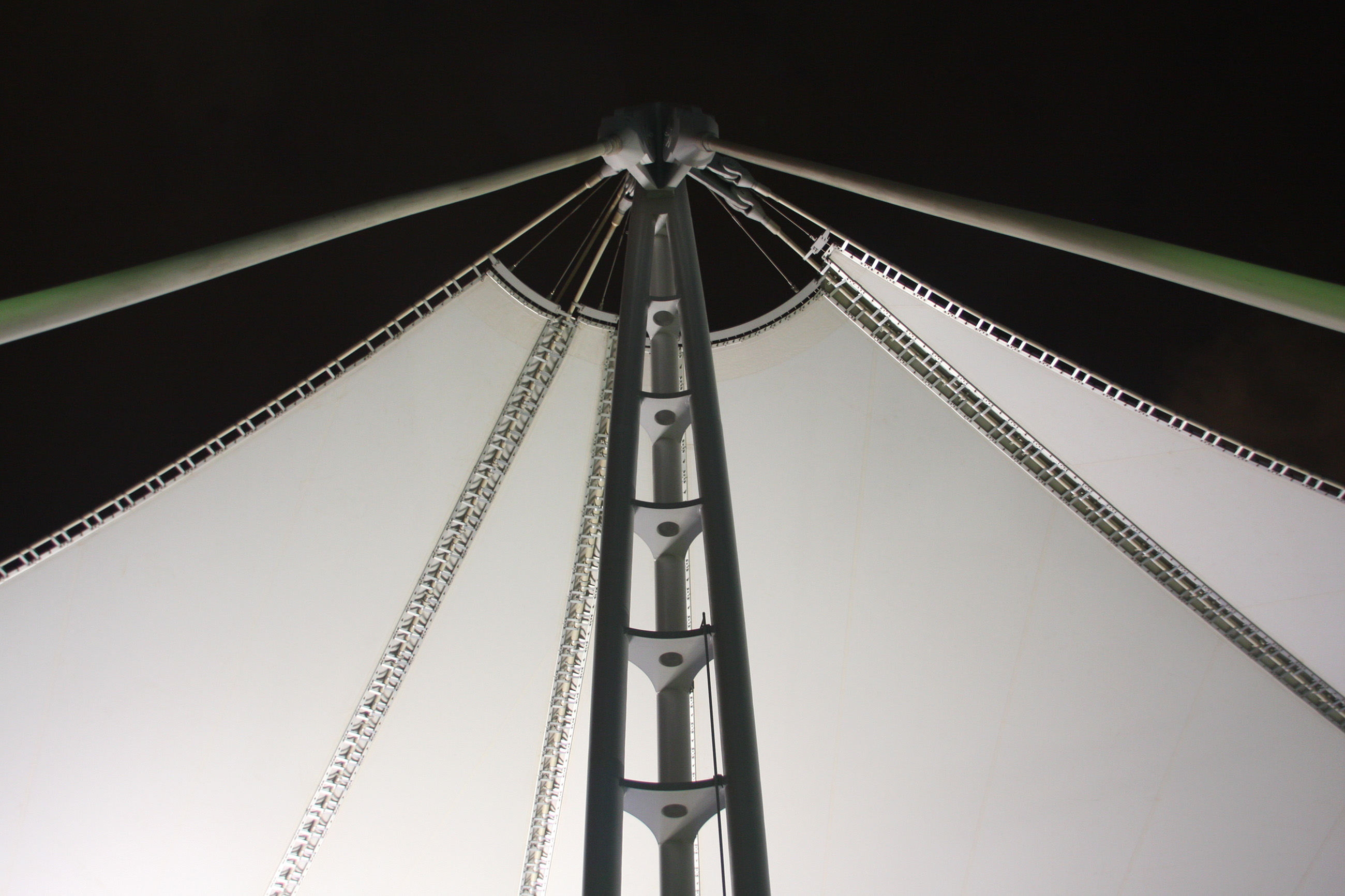
Membrane en construction de l'Expo Axis, Mai 2010
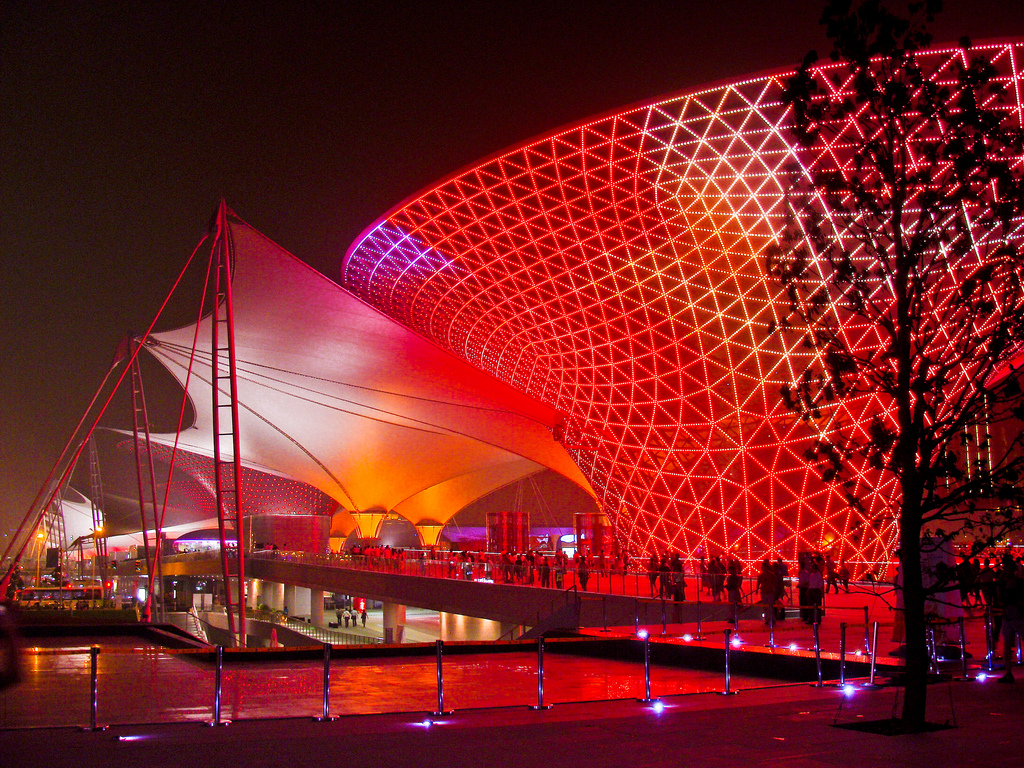
Expo Axis, juin 2010.
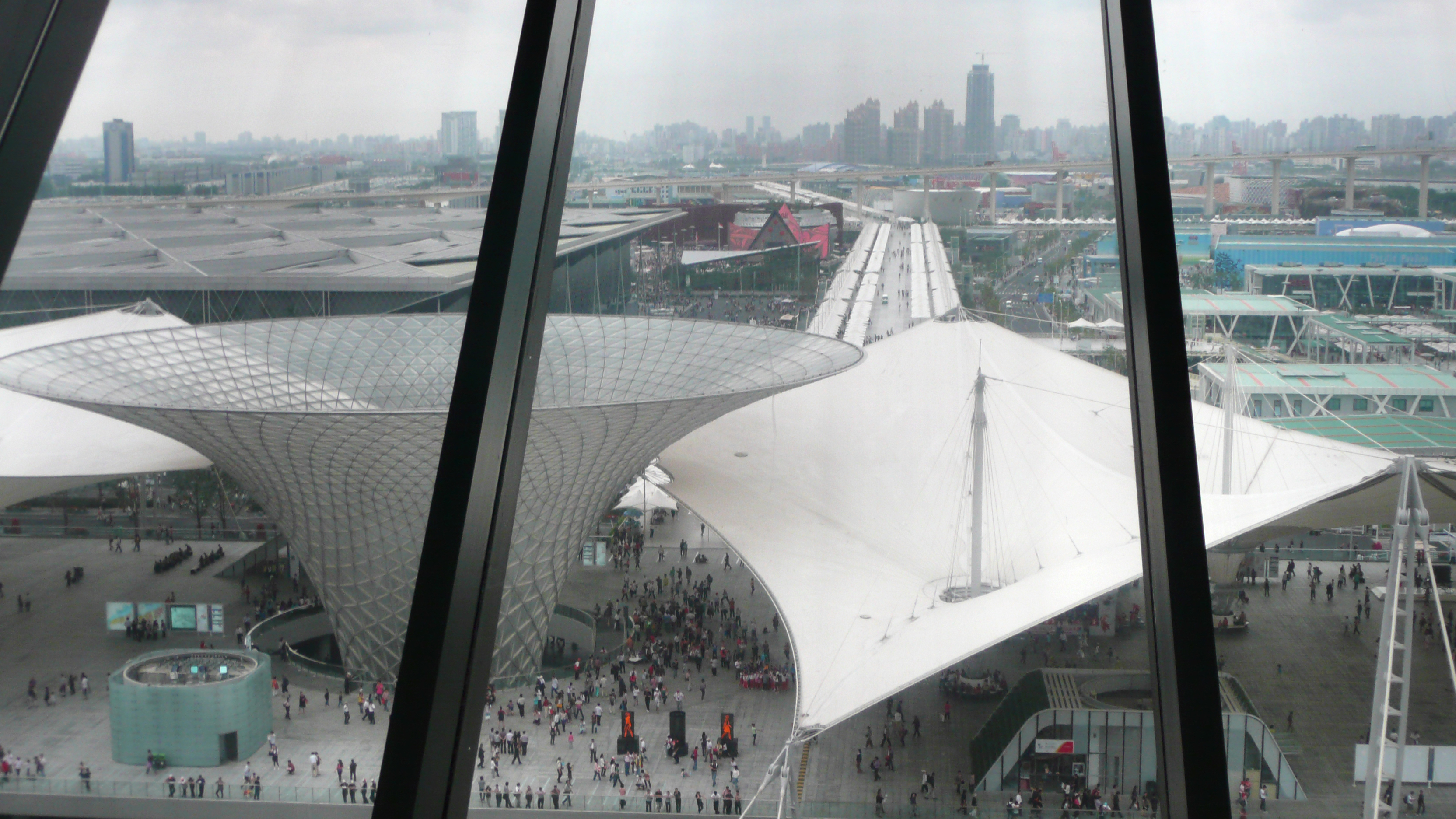
Expo Axis, juin 2010.
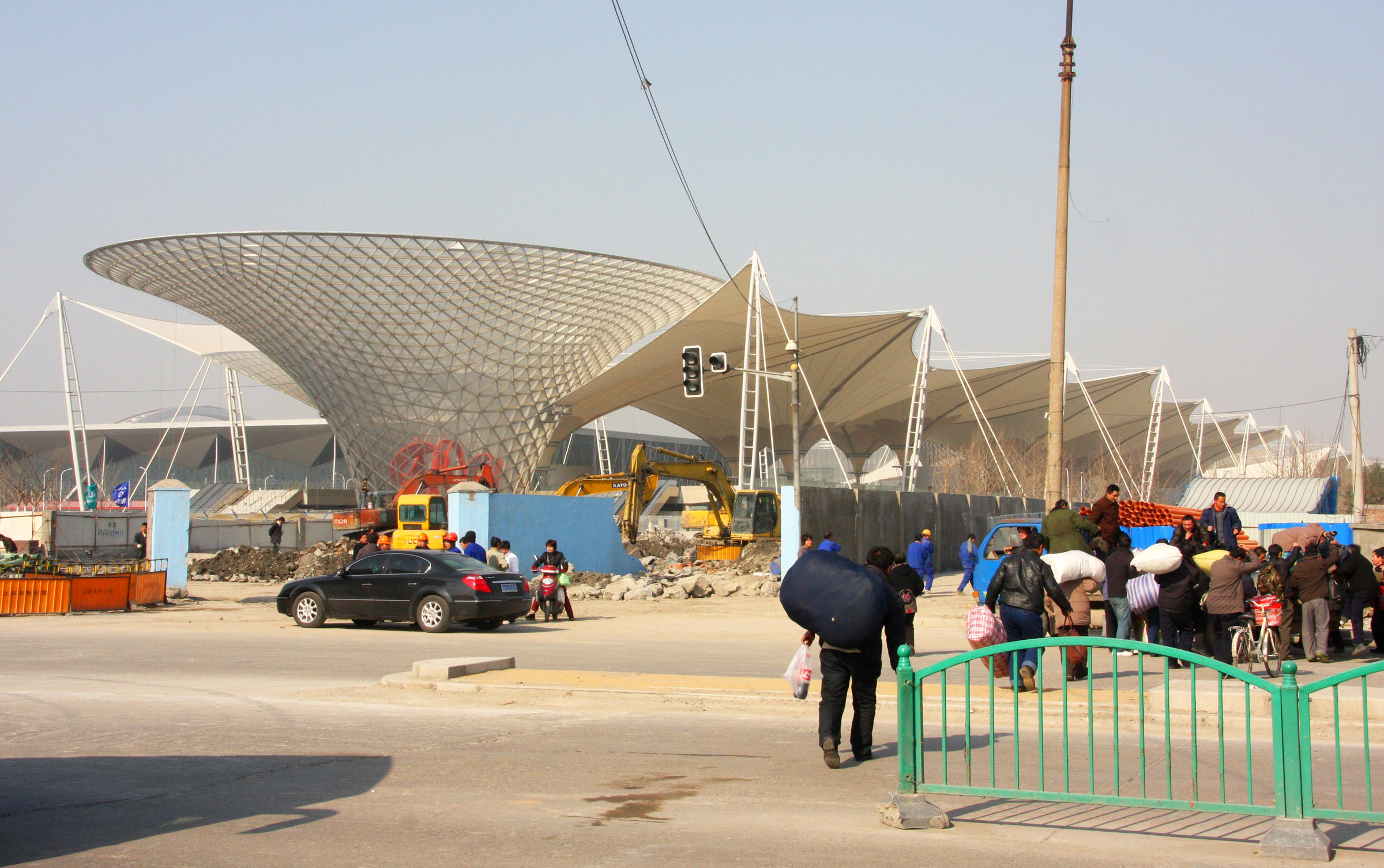